# Rhagadostoma rugosum
Rhagadostoma rugosum är en lavart som beskrevs av Nav.-Ros. & Hladún 1994. Rhagadostoma rugosum ingår i släktet Rhagadostoma och familjen Nitschkiaceae.   Inga underarter finns listade i Catalogue of Life.